# 知床 (世界遺産)

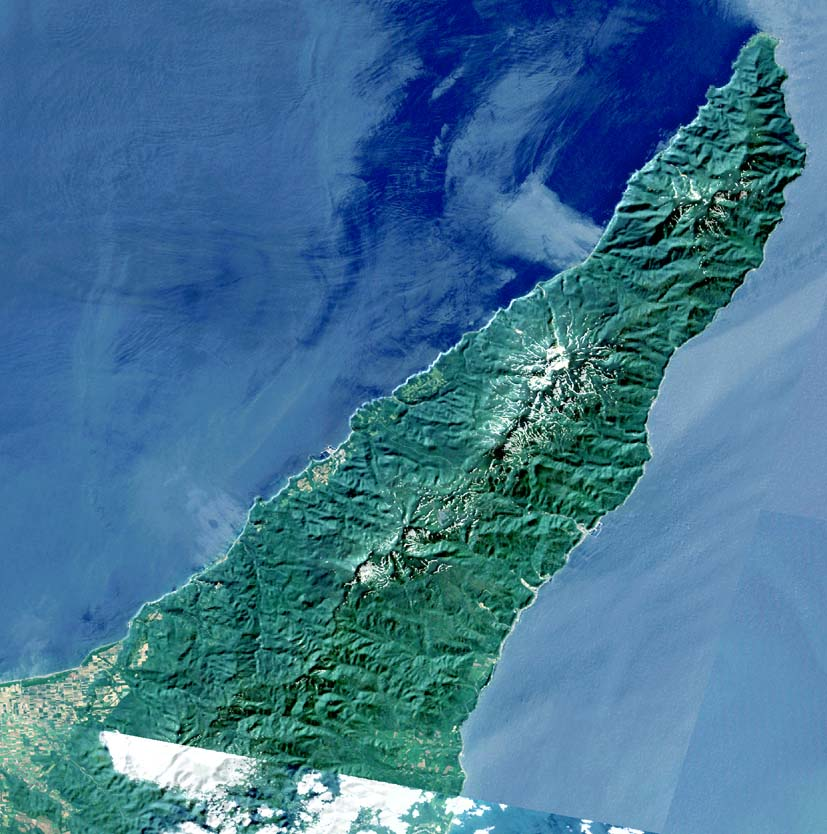
知床半島のランドサット衛星写真（Shuttle Radar Topography Mission使用）

知床（しれとこ）は、日本にある世界遺産登録地域。2005年（平成17年）7月17日、南アフリカ共和国ダーバンで行われた『第29回ユネスコ世界遺産委員会』で「自然遺産」登録が決まった。

## 概要
北海道東部に位置する知床半島は、北半球における流氷の南限とされ、流氷下のアイスアルジー（氷に付着した藻類）や流氷形成時の鉛直混合により作られる栄養塩の豊かな中層水がもたらす植物性のプランクトンの大増殖を基礎とした食物網を通して、多種多様な生物が生息・生育する地域となっている。生息するシロザケ（サケ）、カラフトマス、サクラマス、オショロコマ、アメマスが、海と川を行き来し、これらを重要な餌資源とするヒグマやシマフクロウ、オオワシ、オジロワシといった大型の哺乳類や絶滅のおそれのある猛禽類をはじめ海棲哺乳類（海獣）、海鳥など様々な生きものが生息し、北方系と南方系の野生生物が混生するなど、海域と陸域の自然環境が密接に影響し合い、多様な生物相と生物間相互作用に支えられた豊かな生態系を形成している。また、火山活動により形成された急峻な知床連山、山麓を覆う原生的な森林、切り立つ海岸断崖、多様な湿原・湖沼など様々な景観が凝縮され、優れた自然美を有している。
また、遺産地域は環境省及び林野庁により各種の保護地域（遠音別岳原生自然環境保全地域、知床国立公園、知床森林生態系保護地域、国指定知床鳥獣保護区）に指定されており、自然環境の保全が担保され、原生的な自然環境が人為により破壊されることなく残されている。さらに、遺産地域内において過去に農業開拓が行なわれた岩尾別地区については、斜里町による「しれとこ100平方メートル運動」（現在の「100平方メートル運動の森・トラスト」）によって民有地を公有地化して保全し、かつての自然を復元する取組が行なわれている。
自然遺産登録の対象は、知床半島とその沿岸海域となっており、日本国内で初めて海洋を含む自然遺産の登録となった。

## 遺産地域
面積：71,000 ha（陸域48,700 ha、海域22,300 ha）
- 川：岩尾別川、カムイワッカ川、ルシャ川、テッパンベツ川、アウンモイ川、ルサ川、ケンネベツ川、サシルイ川、羅臼川
- 滝：フレペの滝、カムイワッカ湯の滝、カムイワッカの滝、カシュニの滝
- 湖沼：知床五湖、羅臼湖、知床沼
- 山：遠音別岳（1,330m）、知西別岳（1,317m）、天頂山（1,046m）、羅臼岳（1,661m）、サシルイ岳（1,564m）、オッカバケ岳（1,462m）、知円別岳（1,544m）、知床硫黄山（1,562m）、知床岳（1,254m）
- 岬：プユニ岬、知床岬

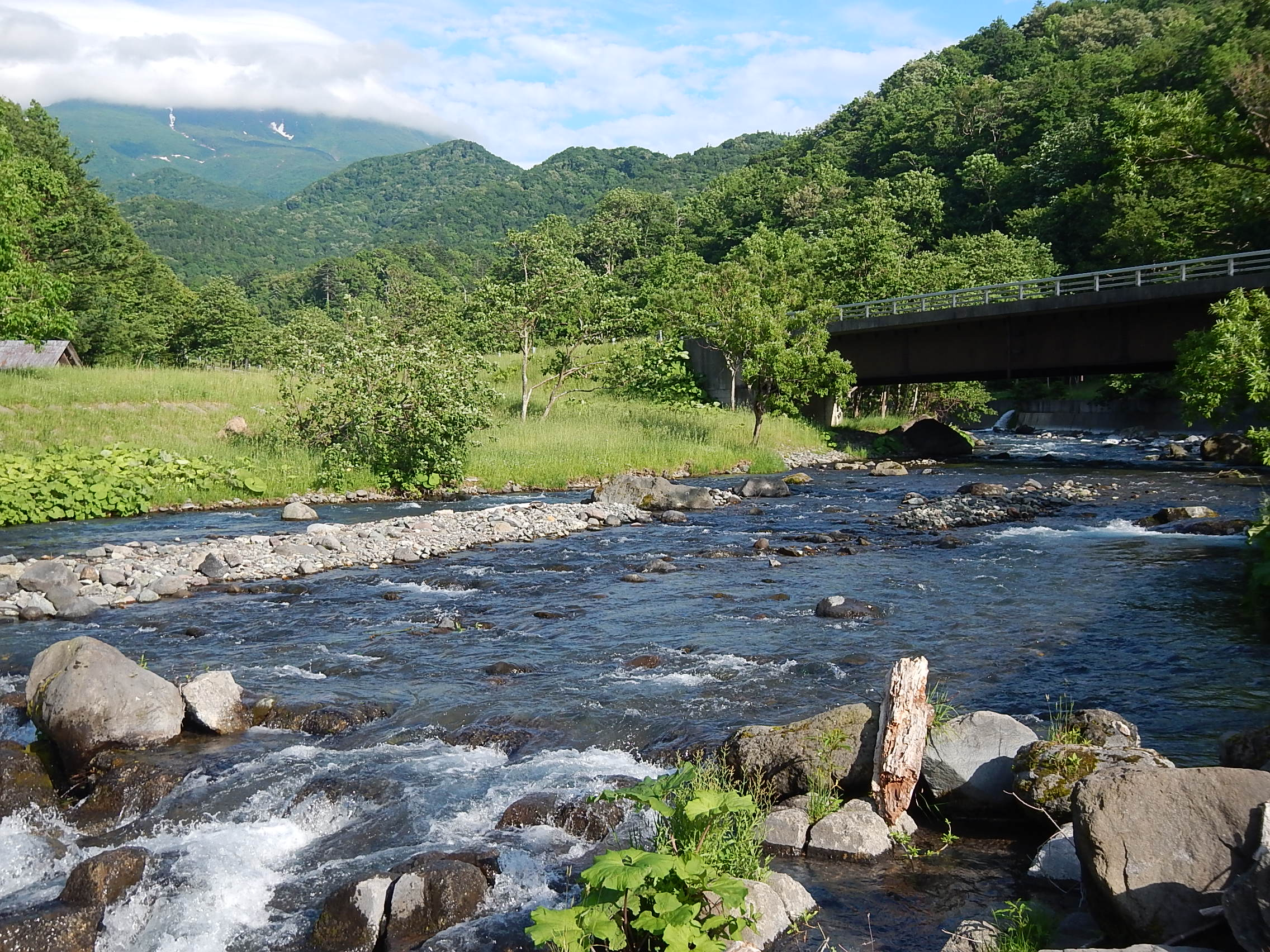
岩尾別川（2013年7月）
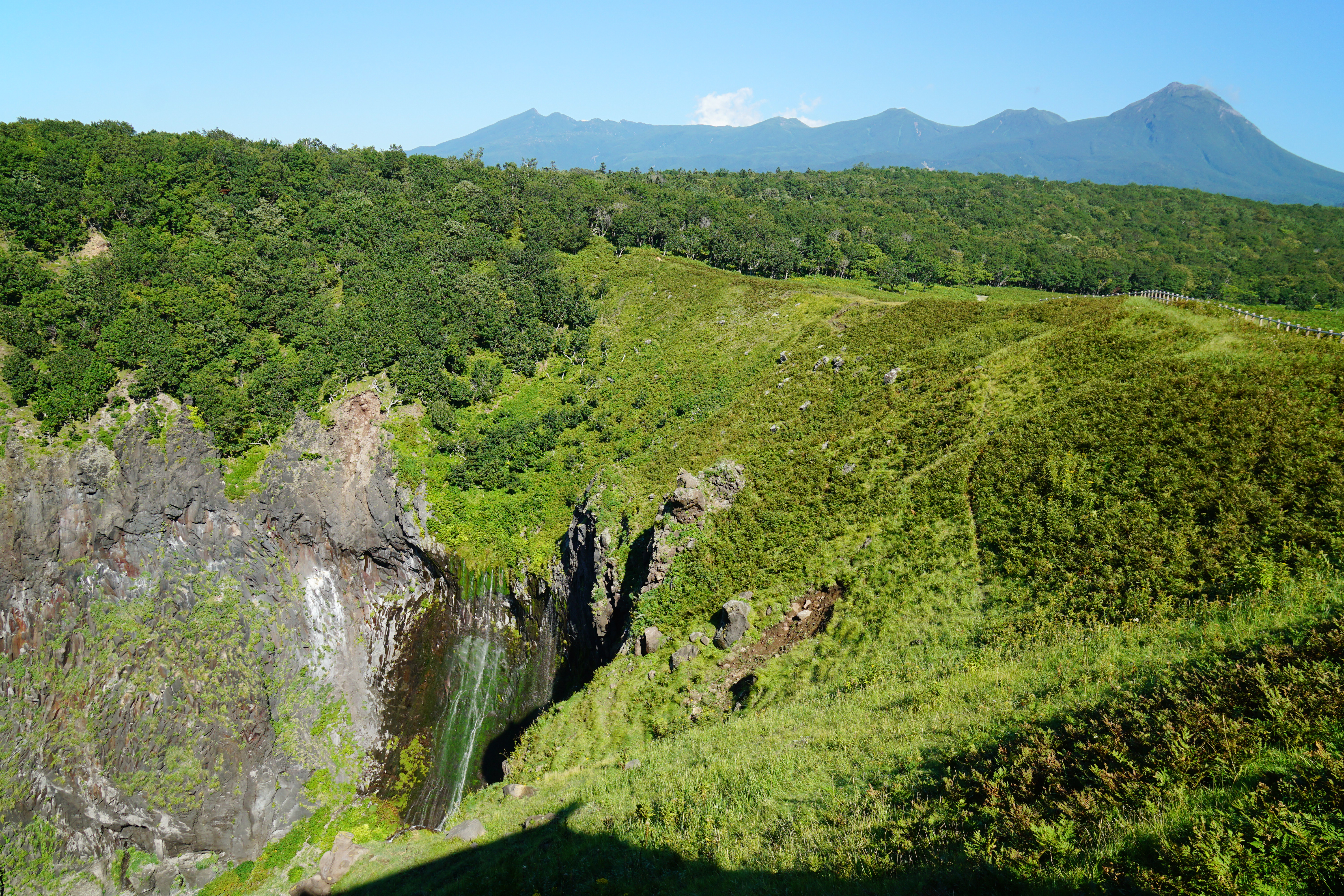
フレペの滝（2014年8月）
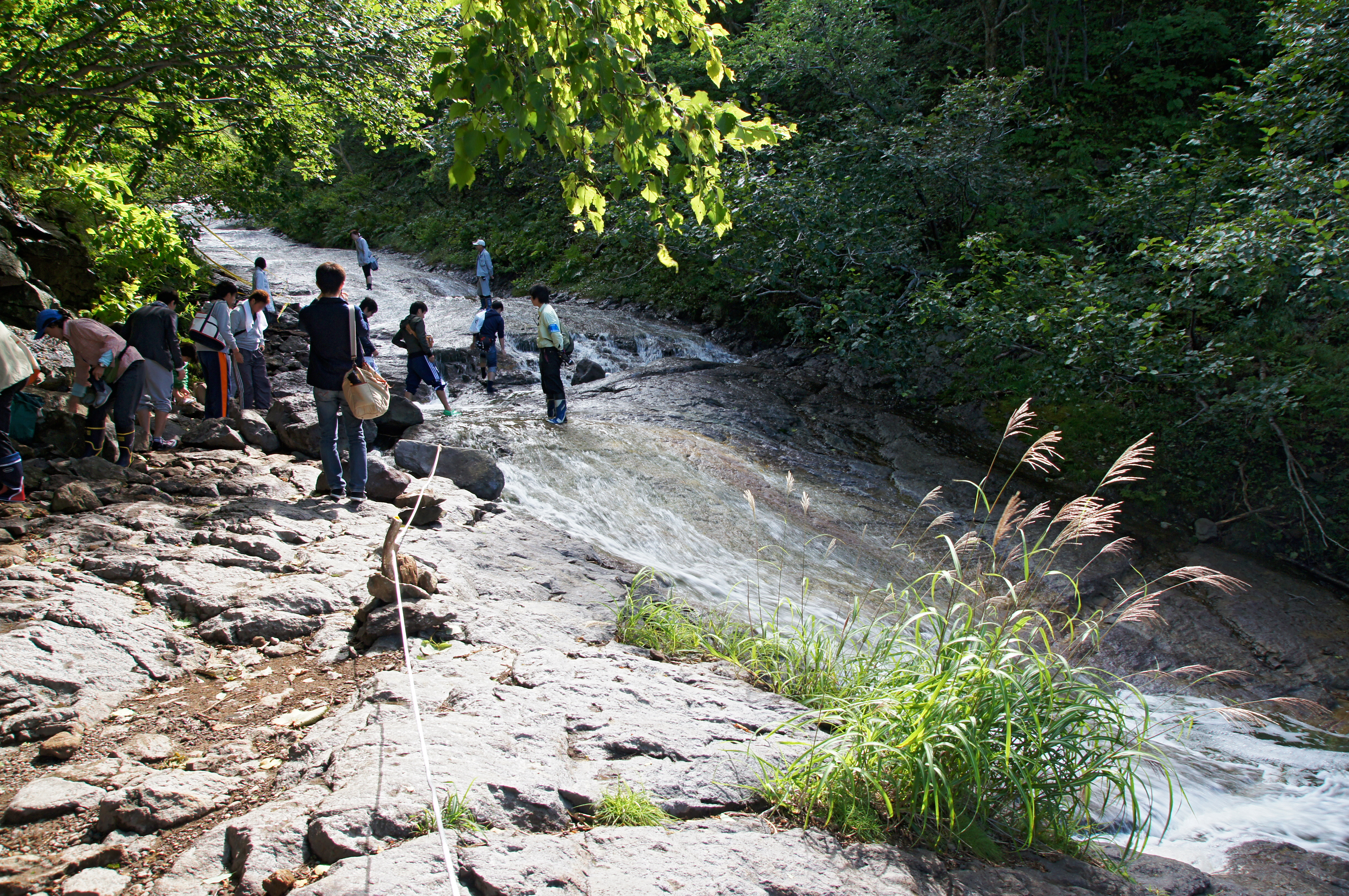
カムイワッカ湯の滝（2011年9月）
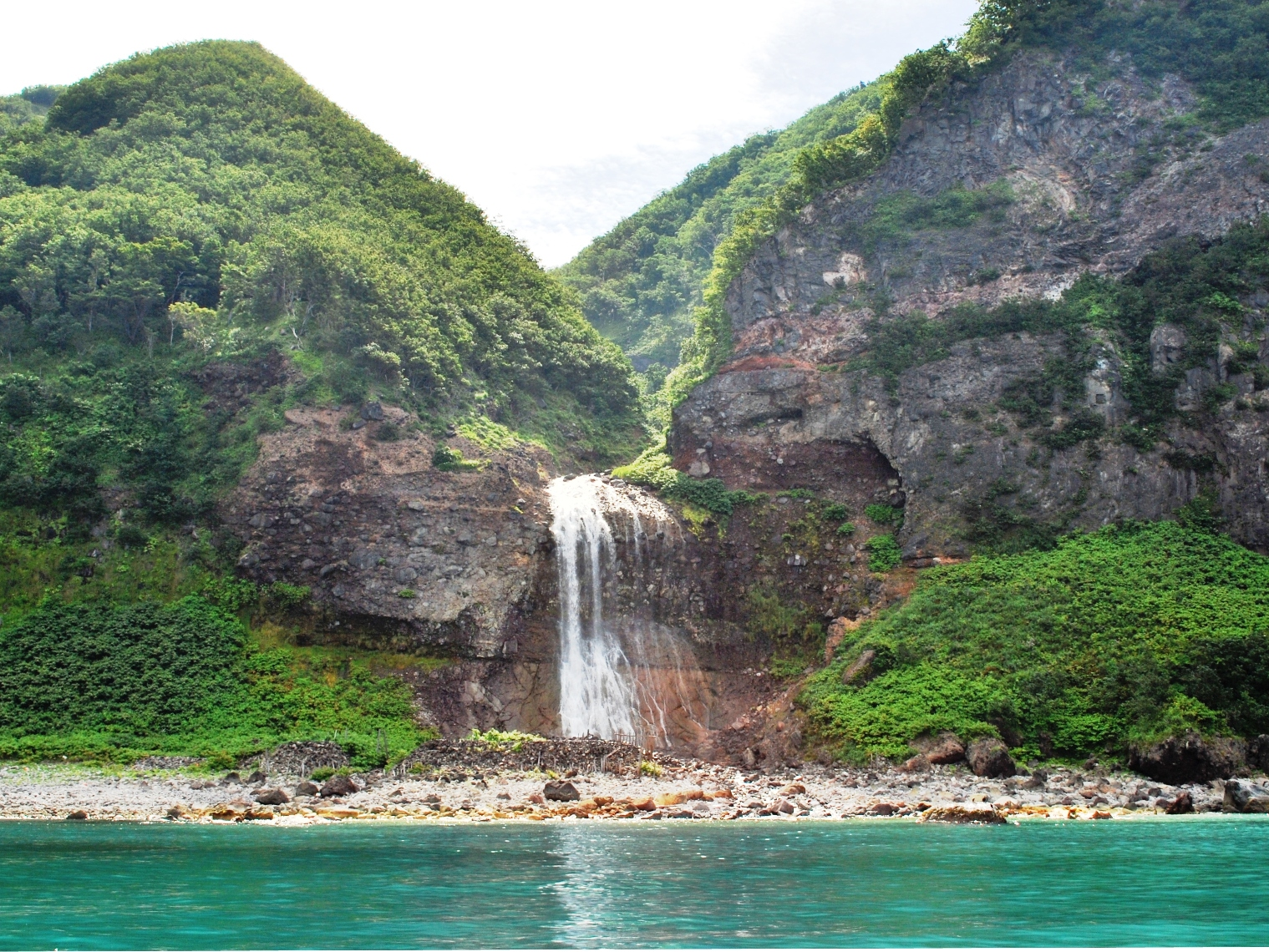
カムイワッカの滝（2009年8月）
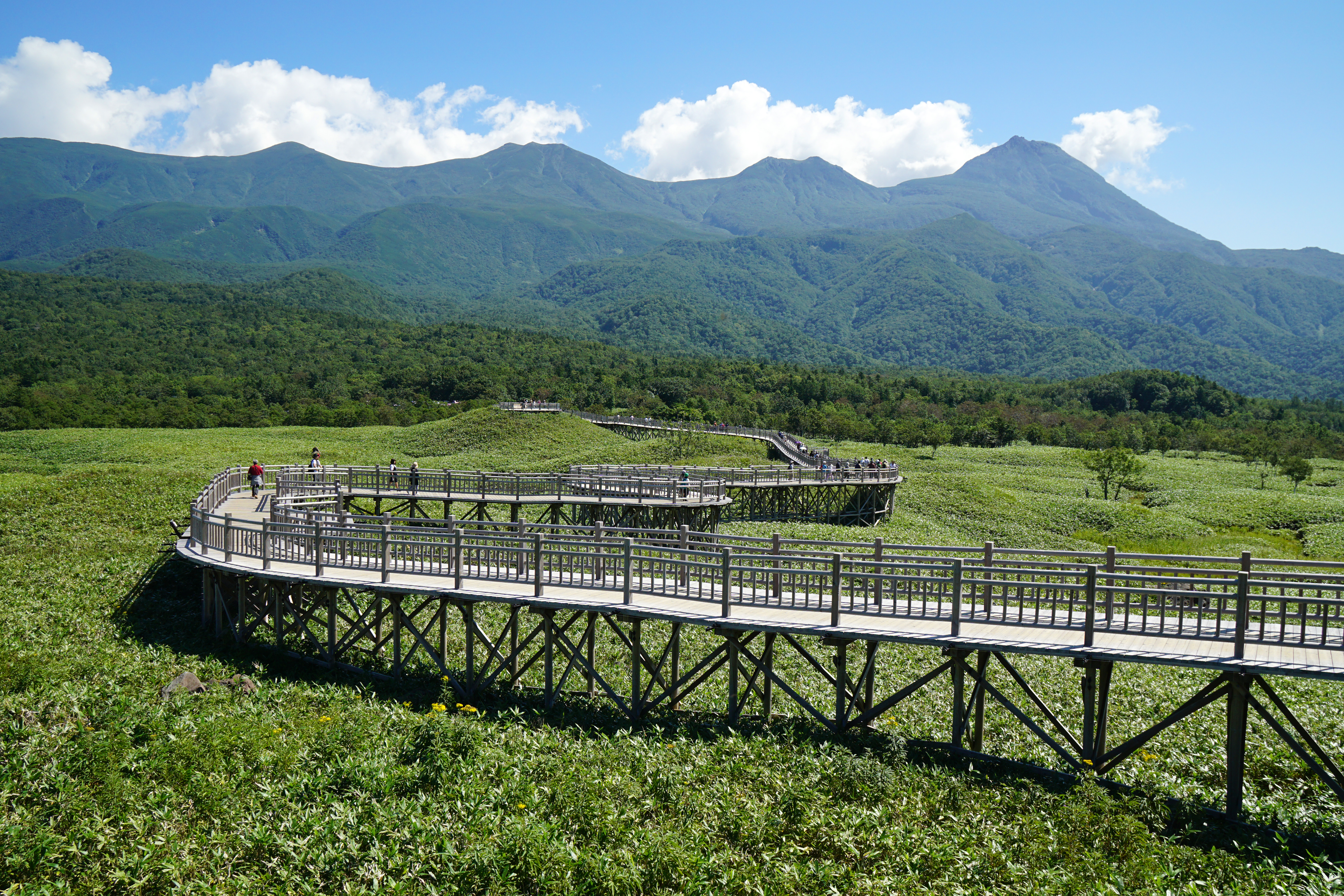
知床五湖の高架木道（2014年8月）
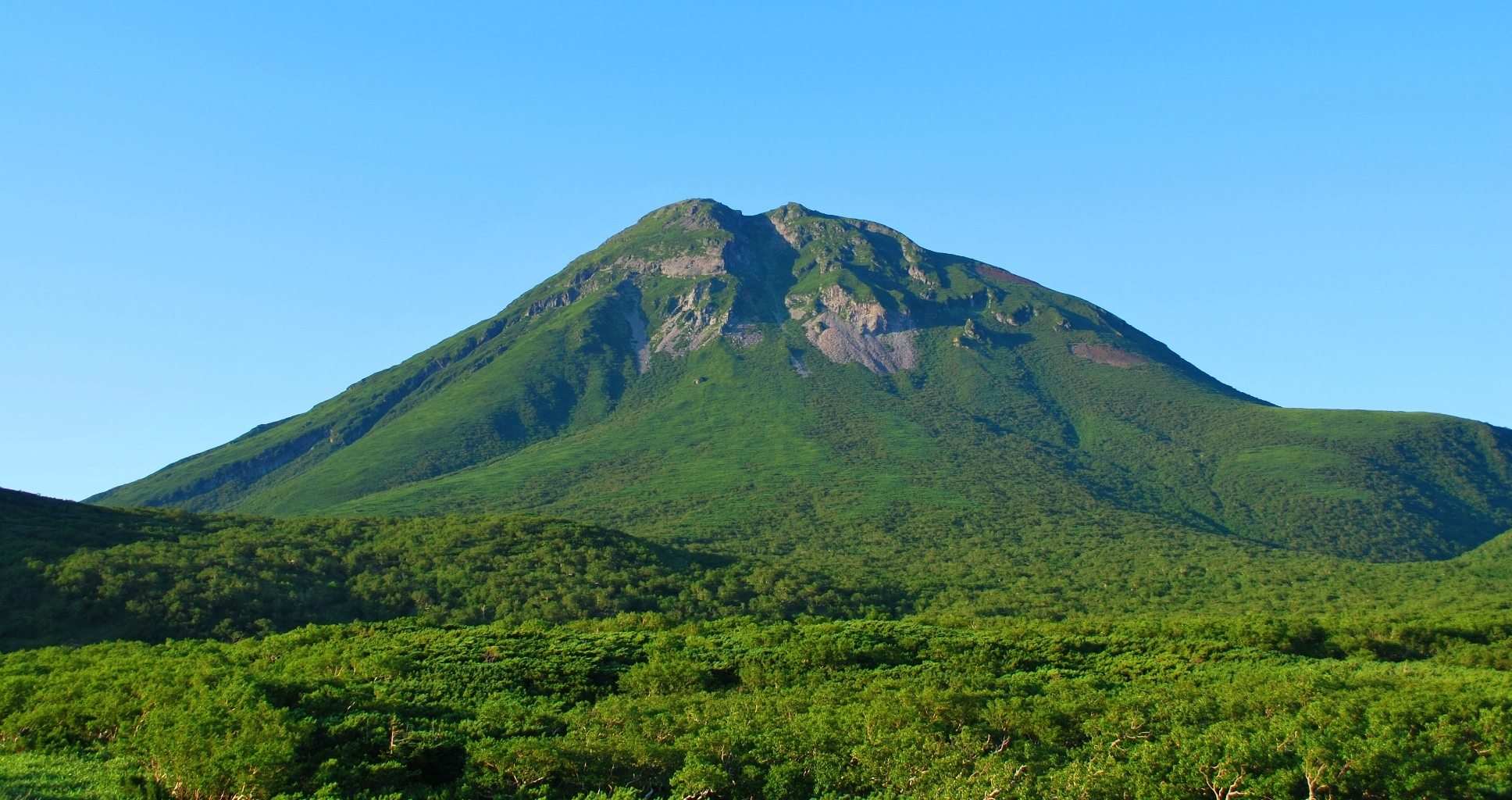
羅臼岳（2009年8月）
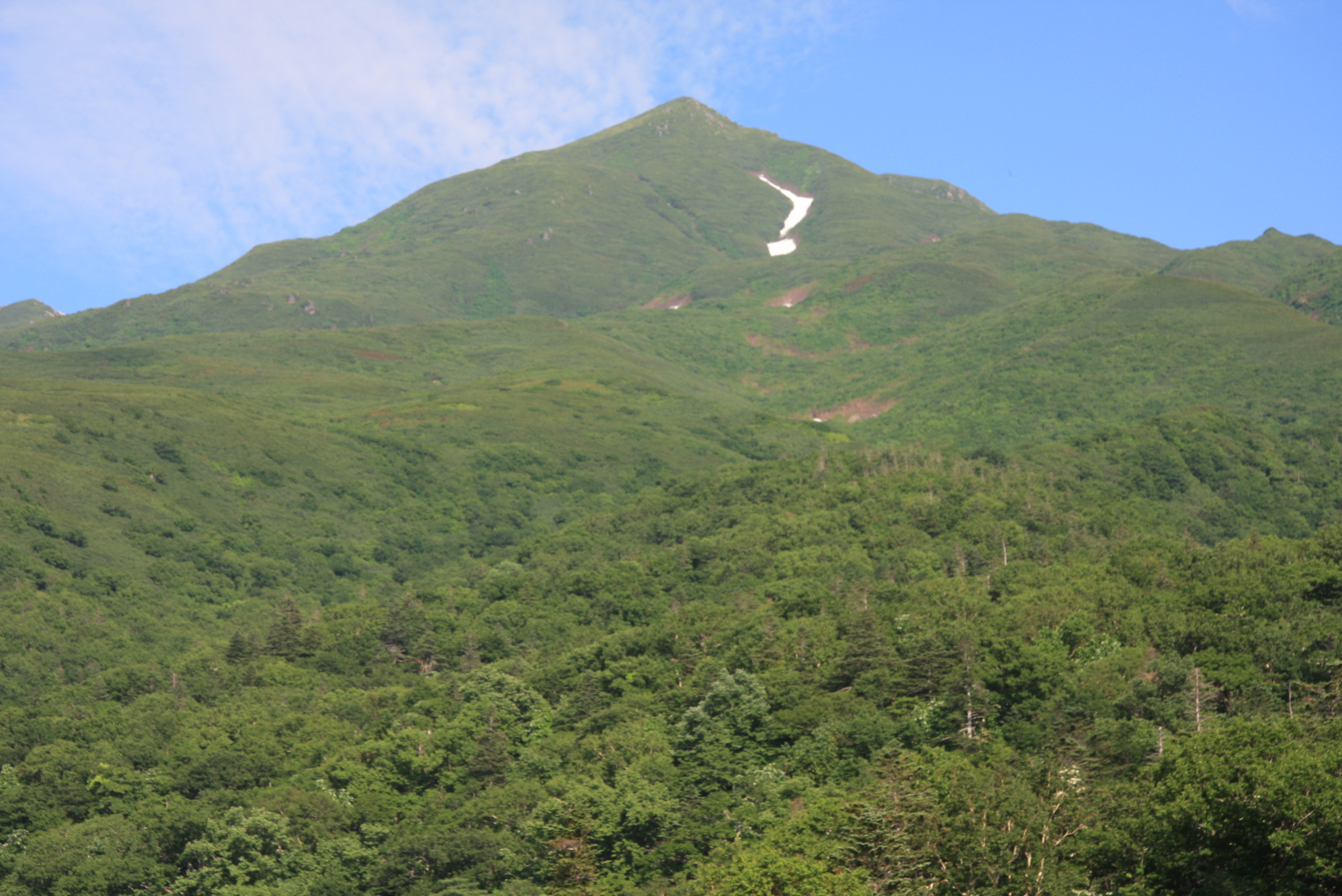
知床硫黄山（2013年7月）
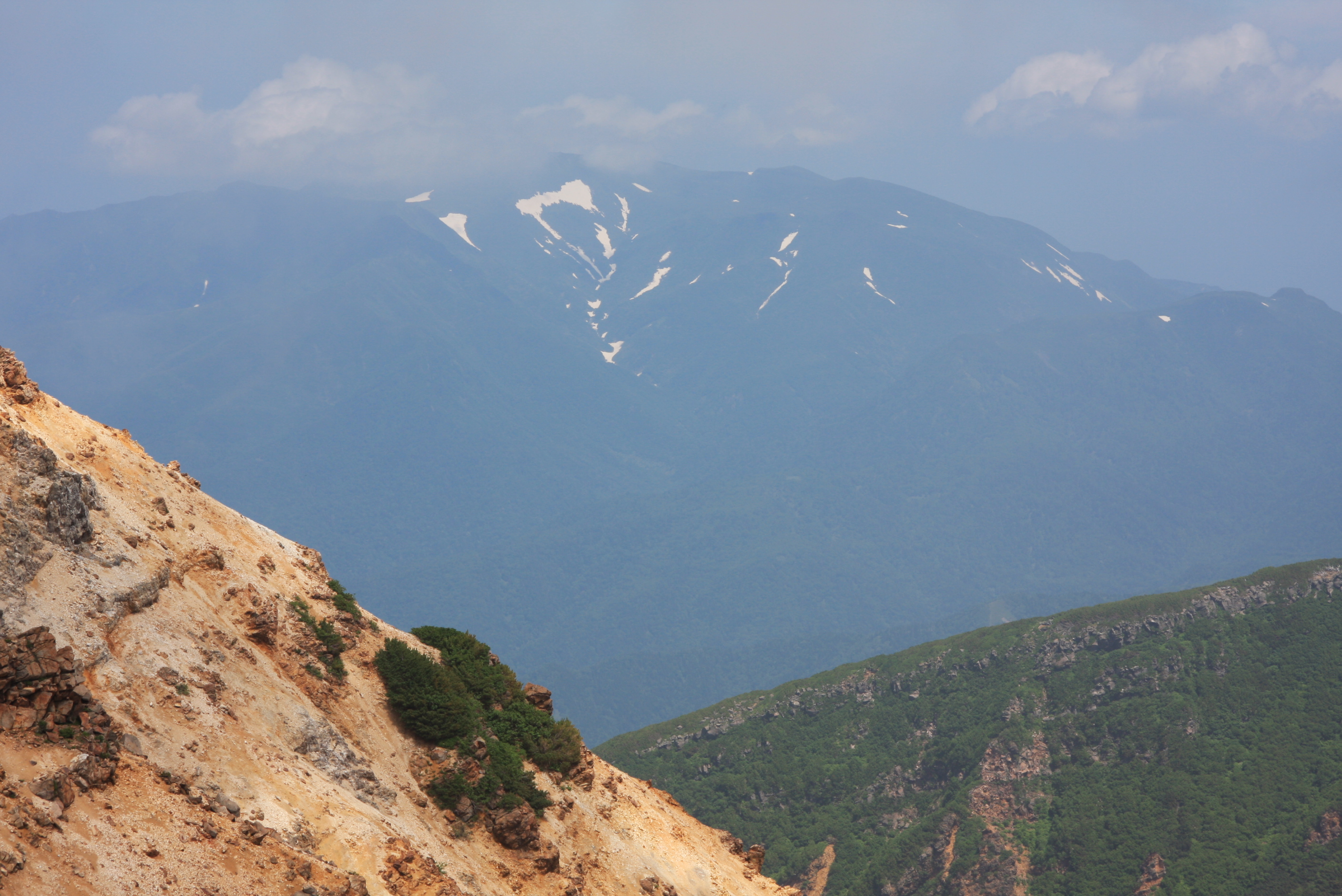
知床岳（2013年2月）
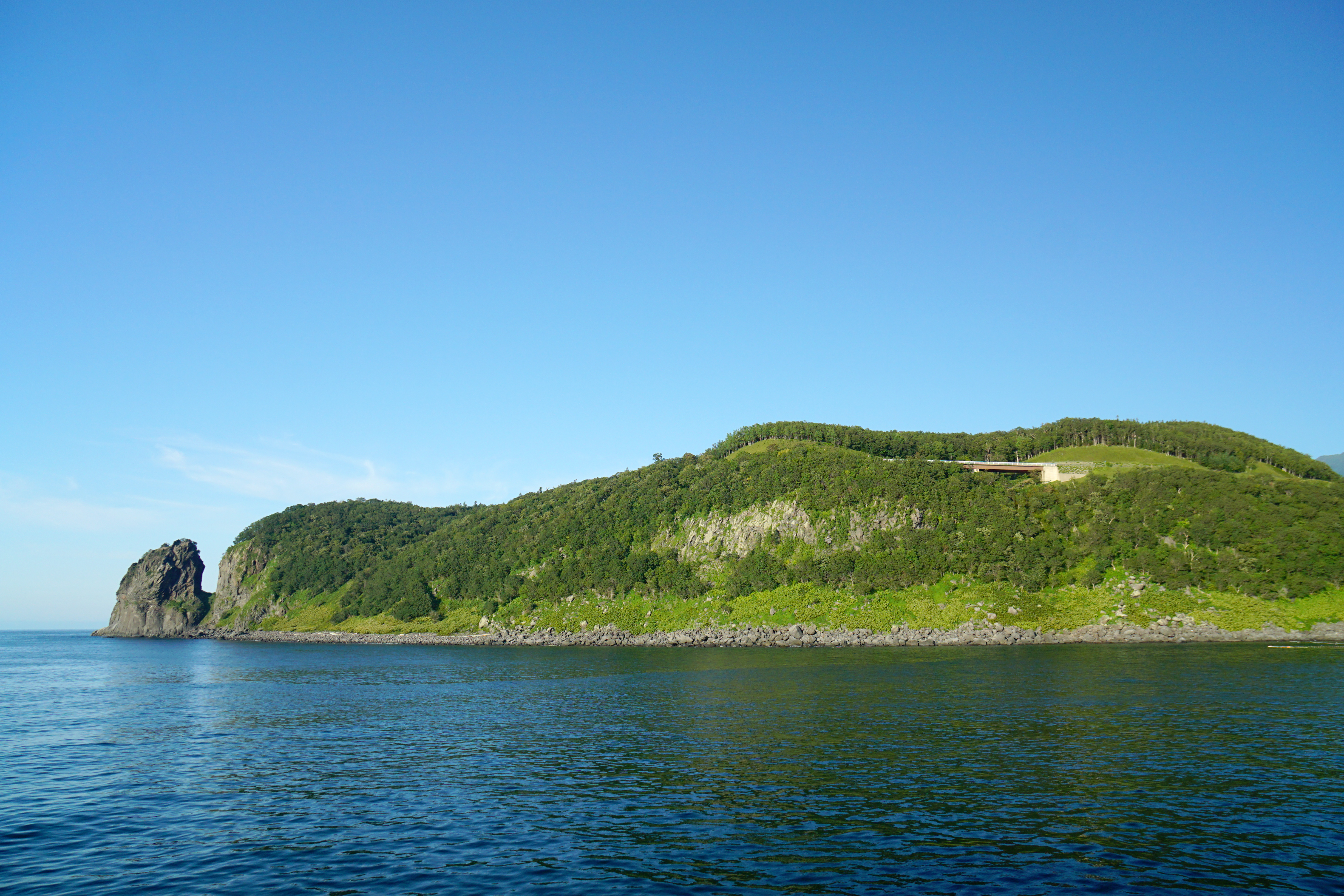
プユニ岬（2014年8月）
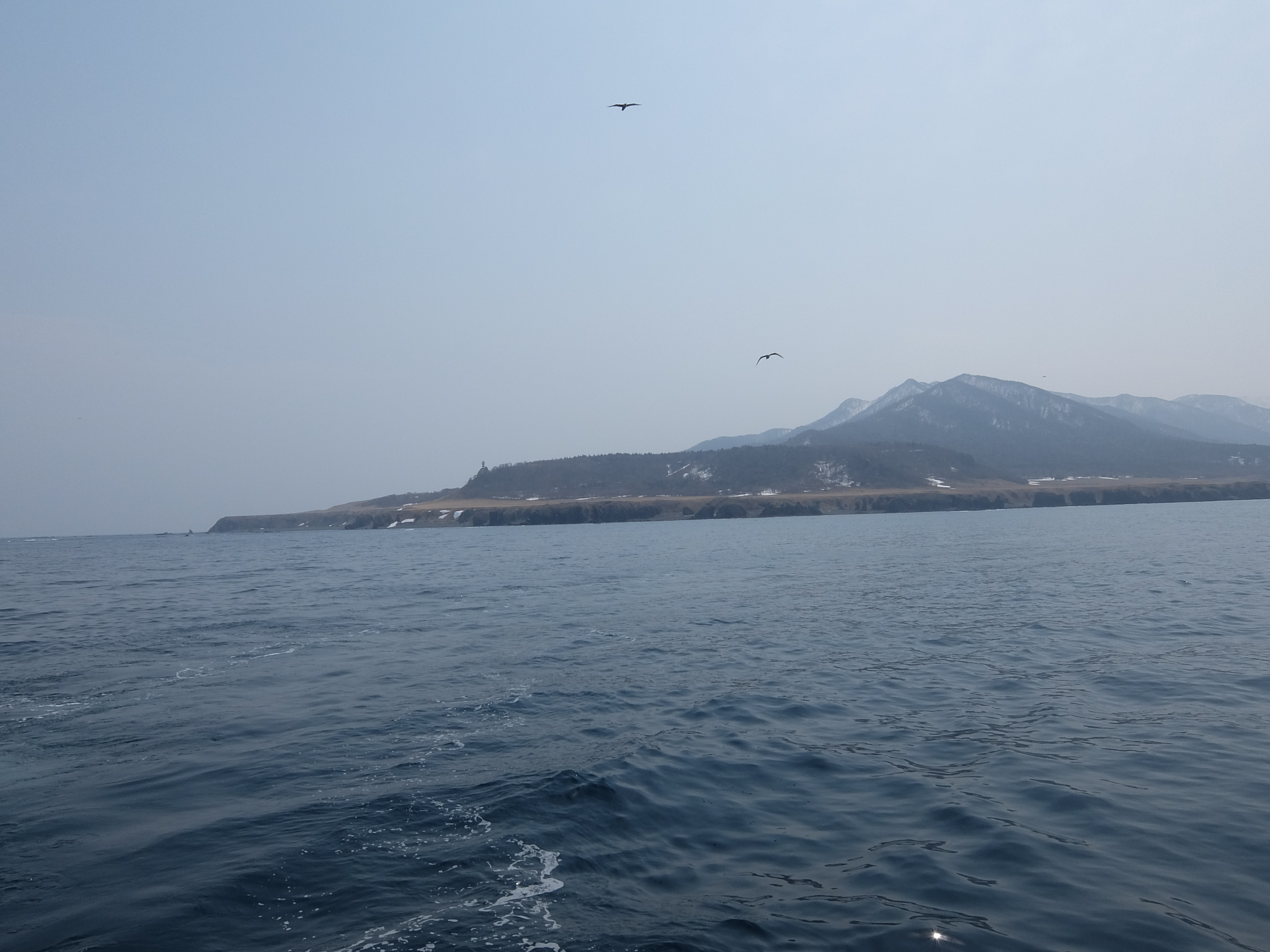
知床岬（2015年4月）

## 登録基準
この世界遺産は世界遺産登録基準のうち、以下の条件を満たし、登録された（以下の基準は世界遺産センター公表の登録基準からの翻訳、引用である）。
- (9) 陸上、淡水、沿岸および海洋生態系と動植物群集の進化と発達において進行しつつある重要な生態学的、生物学的プロセスを示す顕著な見本であるもの。
- (10) 生物多様性の本来的保全にとって、もっとも重要かつ意義深い自然生息地を含んでいるもの。これには科学上または保全上の観点から、すぐれて普遍的価値を持つ絶滅の恐れのある種の生息地などが含まれる。

当時は文化遺産基準、自然遺産基準とクライテリア（登録基準）が分けられていたが、2005年に2つの基準を統一することが決まり、2007年の『第31回世界遺産委員会』から適用している。具体的には、新基準の（1） - （6）は旧文化遺産基準（1） - （6）に対応しており、新基準（7）、（8）、（9）、（10）は順に旧自然遺産基準（3）、（1）、（2）、（4）に対応している。（1） - （6）のクライテリアに1つ以上適用されれば文化遺産、（7） - （10）のクライテリアに1つ以上適用されれば自然遺産、いずれかのクライテリアに1つ以上適用されれば複合遺産となる。
世界自然遺産のクライテリア
- 「地形・地質」
  - 過去の生命の歴史や地球の歴史の証拠となるような、重要な地形・地質等がよくあらわれている地域
- 「生態系」
  - 現在も進行中の生物の進化や生物群集の見本となるような、極めて特徴のある生態系を有する地域
- 「自然景観」
  - ひときわすぐれた自然美をもった自然現象や景観を有する地域
- 「生物多様性」
  - 絶滅危惧種の生息地や、生物多様性の保全上最も重要な生物が生息・生育する地域

知床が該当したクライテリア（登録基準）
- クライテリア（ⅸ）（旧基準では（ⅱ））「生態系」[8]
  - 知床は北半球で最も低緯度に位置する季節海氷域であり、季節海氷の形成による影響を大きく受け、特異な生態系の生産性が見られるとともに、海洋生態系と陸上生態系の相互関係の顕著な見本である。
- クライテリア（ⅹ）（旧基準では（ⅳ））「生物多様性」[8]
  - 知床は多くの海洋性及び陸上性の種にとって特に重要であり、これらの中にはシマフクロウ、シレトコスミレなど多くの希少種が含まれている。
  - 知床は多くのサケ科魚類、トドや鯨類などの海棲哺乳類にとって世界的に重要である。
  - 知床は世界的に希少な海鳥類の生息地として重要であるとともに、渡り鳥類にとって世界的に重要な地域である。

※なお、日本から提案していた「自然景観」は登録基準に合致しないとされた。

### 評価のポイント

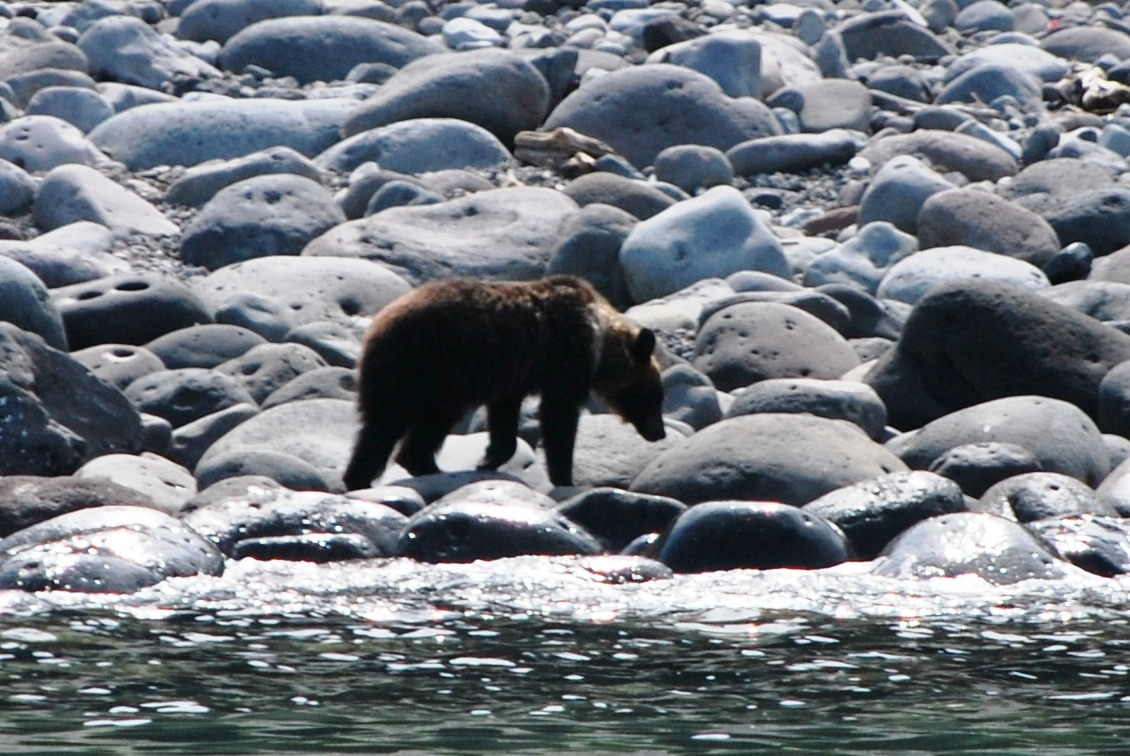
ルシャ湾で撮影した野生のヒグマ（2009年8月）

独特の食物連鎖があり、冬に海を覆いつくす流氷とともに運ばれてくる栄養分はプランクトンを養い、海を豊かにする。それは、アザラシなどの海獣、海鳥やオオワシなど鳥類の命がつながる糧となる。回遊してきたサケはふるさとの川に遡上し、そこで山の生き物の餌となり死体は土に返って森を豊かにする。これら海と山の命の循環が価値を高めている。また、シマフクロウやシレトコスミレ、チシマコハマギク、エゾモメンヅルといった絶滅危惧種や希少な動植物が分布しているほか、トド、ゴマフアザラシやシャチ、ミンククジラ、マッコウクジラ、イシイルカ、ナガスクジラを含む鯨類等も見られ、ヒグマやエゾシカといった大型の哺乳類が高密度で生息している。さらに、オジロワシ、クマゲラやケイマフリなど国際的に希少な海鳥が繁殖するとともに、オオワシのような渡り鳥にとっても重要な地域になっている。このように、多様な生息環境と餌資源を提供している。
自然保護活動については、動植物の保全や生息域である森林や海、川の管理計画策定のご意見番として「知床世界自然遺産地域科学委員会」を設置、人の利用と自然の保全の両立を目指す「知床国立公園利用適正化検討会議」や「知床エコツーリズム推進協議会」などを設置し、遺産地域の管理計画を自然科学・社会科学の視点から練り上げて立案している。これらが世界遺産としてふさわしい保護管理ができるとの評価が、遺産登録へと結びついた。

## 沿革
- 1874年（明治07年）：開拓使の雇技師ベンジャミン・スミス・ライマンが知床半島の鉱物資源調査を行う。
- 1914年（大正03年）：岩尾別に最初の開拓者入植（1925年に全戸が一旦退去）。
- 1949年（昭和24年）：戦後の緊急開拓政策により岩尾別に再入植。
- 1953年（昭和28年）：初の学術調査実施。
- 1963年（昭和38年）：知床岬灯台竣工。
- 1964年（昭和39年）：「知床国立公園」指定[10][11]。
- 1966年（昭和41年）：岩尾別開拓地の24戸が集団移転。
- 1977年（昭和52年）：「しれとこ100平方メートル運動」スタート[6]。知床岬地区に避難港完成。
- 1980年（昭和55年）：知床峠（知床横断道路）開通。「遠音別岳原生自然環境保全地域指定」指定。
- 1982年（昭和57年）：国の「知床鳥獣保護区」指定。斜里猟友会が春グマ駆除を自粛。環境庁によるシマフクロウ保護増殖事業開始。
- 1986年（昭和61年）：知床国有林伐採問題（翌年計画中止）[12]。
- 1990年（平成02年）：「知床森林生態系保護地域」指定。
- 1993年（平成05年）：「シマフクロウ保護増殖事業計画」策定。
- 1994年（平成06年）：斜里町・羅臼町で世界自然遺産登録への取り組み検討開始。
- 1997年（平成09年）：「しれとこ100平方メートル運動」が土地保全の募金目標達成し、森林再生事業を本格的にスタート（「100平方メートル運動の森・トラスト」）[6]。
- 1999年（平成11年）：知床五湖—カムイワッカ間マイカー規制開始。
- 2002年（平成14年）：「国指定知床鳥獣保護区」改訂（面積拡大、「特別保護指定区域」新設など）。
- 2003年（平成15年）：環境省が知床を「世界自然遺産国内候補」に選定。
- 2004年（平成16年）：世界遺産センターへ「世界自然遺産推薦書」提出。国際自然保護連合（IUCN）による現地調査。
- 2005年（平成17年）：IUCNが評価報告書を作成し、世界遺産センターへ提出。『第29回世界遺産委員会』において知床の知床の世界遺産一覧表への記載が決定[13][8]。知床国立公園の区域を沿岸1 kmから3 kmに拡張。
- 2006年（平成18年）：ダムの改良工事を順次開始。「知床半島エゾシカ保護管理計画」策定[14]。
- 2007年（平成19年）：「知床エコツーリズムガイドライン」策定。「知床世界遺産地域多利用型統合的海域管理計画」策定[15]。知床世界自然遺産・知床国立公園羅臼ビジターセンター開館。
- 2008年（平成20年）：ユネスコ世界遺産センター及び国際自然保護連合（IUCN）による現地調査。『第32回世界遺産委員会』において知床の保全状況評価。
- 2009年（平成21年）：ウトロ地区に知床世界遺産センター開館。ルサ地区にルサフィールドハウス開館。「知床世界自然遺産地域管理計画」策定[16]。
- 2010年（平成22年）：知床五湖高架木道（一湖畔まで全長800 m）開通。
- 2011年（平成23年）：知床五湖フィールドハウス・パークサービスセンター開館。
- 2012年（平成24年）：「第2期知床半島エゾシカ保護管理計画」「知床半島ヒグマ保護管理方針」「長期モニタリング計画」策定[17][18][19]。
- 2013年（平成25年）：「第2期知床世界自然遺産地域多利用型統合的海域管理計画」策定[20]。
- 2016年（平成28年）：「北海道知床世界自然遺産条例」及び「世界自然遺産・知床の日」（1月30日）制定。
- 2017年（平成29年）：「第3期知床半島エゾシカ管理計画」、「知床半島ヒグマ管理計画」策定。

## 世界遺産委員会の評価

### 2008年の現地調査と『第32回世界遺産委員会』
『第29回世界遺産委員会』決議では、知床の「世界自然遺産」登録決定と同時に次のような措置を実施することを勧告した。
1. 遺産地域の海域部分の境界線を海岸線1kmから3kmに拡張するための手続が法的に確定した段階で、地図等を世界遺産センターに送付すること。
2. 登録後2年以内に、海域管理計画の履行の進捗状況と遺産地域の海洋資源の保全効果について評価するための調査団を招くこと。
3. 2008年までに完成させる海域管理計画の策定を急ぐこと。その中では海域保全の強化方策と海域部分の拡張の可能性を明らかにすること。
4. サケ科魚類へのダムによる影響とその対策に関する戦略を明らかにしたサケ科魚類管理計画を策定すること。
5. 評価書に示されたその他の課題（観光客の管理や科学的調査などを含む）についても対応すること。

2008年（平成20年）2月19日から22日にかけて世界遺産センター次長と国際自然保護連合（IUCN）保護地域事業部長が来日して現地調査を実施。調査に際して、以下の進捗状況を報告した。
1. 遺産地域の海域部分の拡張
2. 多利用型統合的海域管理計画の策定
3. サケ科魚類への河川工作物による影響評価とその対策
4. エゾシカの適正管理
5. 利用の適正化のための戦略の開発
6. 調査研究・モニタリングの実施

1.に関しては、2005年（平成17年）12月22日に知床国立公園の区域を距岸1kmから3kmに拡張し、拡張後の遺産地域図面を同年12月26日に世界遺産センターに報告した。2.に関しては、2007年（平成19年）12月に「知床世界自然遺産地域多利用型統合的海域管理計画」（以下「海域管理計画」）策定。「海域管理計画」は遺産地域の海域における持続的な水産資源利用による安定的な漁業の営みと海洋生物や海洋生態系の保全の両立を目的としている。3.に関して、流域全体または流域の大部分が遺産地域に含まれる44河川について、サケ科魚類の遡上や産卵が見られる河川の範囲を把握するとともに、河川工作物が設置されている14河川個々の河川工作物についてサケ科魚類に及ぼす影響の評価を行い、評価結果に基づき地域住民の生活に深刻な危険を及ぼさない範囲で河川工作物の改良を行うことにした。2005年（平成17年）7月から2007年（平成19年）12月までに11回の会合を開催して100基の河川工作物についての影響評価を行った。「改良の検討を行うことが適当」と評価した河川工作物は、順次改良を進めるとともに、改良効果を検証するためのモニタリングを実施することにしている。4.に関しては、2006年（平成18年）11月に知床半島に生息するエゾシカを科学的に保護管理するための「知床半島エゾシカ保護管理計画」を策定。北海道が策定した特定鳥獣保護管理計画「エゾシカ保護管理計画」の地域計画として位置づけられており、北海道などと連携しながら、計画の実施に務めている。5.に関しては、エコツーリズムの推進や知床半島先端部地区及び知床半島中央部地区の「利用適正化基本計画」を策定。知床半島中央部地区においては、2007年（平成19年）から年度ごとの『利用適正化実施計画』を策定している。6.に関しては、関係する行政機関や地方公共団体、地域の関係団体や研究者などが連携して調査研究を実施し、科学的知見の集積に努めている。調査結果を選定して長期的なモニタリングを実施し、その成果は今後の各種計画に活用するとともに、環境省などのウェブサイトを通じて一般にも情報提供していく。
調査の結果、日本は勧告に対して良好な進捗を遂げていると確認。特に、すべての知床遺産関係者が遺産の顕著で普遍的な価値を確実に維持し、次の世代へそのままの形で引き継ごうとする強い責任感に感銘を受けたとしている。また、科学的知識を遺産管理に効果的に応用していることを賞賛し、他の世界自然遺産地域管理のモデルを提示していると評価した。同時に今後の保全管理に対する助言として、17の勧告を報告書に盛り込んでいる。2008年（平成20年）7月に開催された『第32回世界遺産委員会』では先の勧告のうち、以下の9項目について重点的に取り組むよう要請し、実施状況を2012年（平成24年）2月1日までに世界遺産センターへ報告するよう求めた。
1. さらなる保護の層を加える観点から、国際海事機関（IMO）と共に、遺産地域の海域について、特別敏感海域（PSSA）の指定について検討すること
2. 海域管理計画を遺産地域全体の管理計画に統合し、活動内容や成果、客観的に検証できる指標を明確にし、役割と責任分担を明確にし、実施のためのスケジュールを詳細に示すこと
3. 遺産地域全体の管理計画を見直し、海域やサケ科魚類、シカ、エコツーリズムと適正利用を含むすべての個別計画を統合した形で完成させること
4. 漁業資源も含む海洋の生物多様性の持続的生産力を確保するための、海洋の生息地の範囲内での禁漁区を含めた地域に即した保全地域の特定や指定、取組を検討すること
5. 資源利用の問題、特にスケトウダラの持続可能でない漁獲について、長期的な解決策を見つけるためと、科学的情報の定期的な交換のため、ロシア連邦との間で始められた協力を継続すること
6. 遺産地域内におけるサケの自由な移動を推進する対策を継続・推進させるとともに、サケの遡上個体を増加させるための対策を、特にルシャ川の工作物の改良を優先して継続、推進し、サケの個体群への影響をモニターすること
7. シカによる自然植生への食圧の影響の受容できる限界を定めるための指標を作成し、抑制措置が遺産地域のシカ個体群や生物多様性、生態系に与える影響をモニターすること
8. 遺産地域に関する統合的なエコツーリズム戦略を策定し、その戦略と観光・経済的開発の地域戦略との間に密接な連携・統合を確保すること
9. （ⅰ）モニタリングプログラムと、（ⅱ）知床世界遺産の価値に対する気候変動の影響を最小限にとどめるための順応的管理戦略とを含んだ「気候変動戦略」を開発すること

### 『第36回世界遺産委員会』
2012年（平成24年）1月に実施状況に関する報告（「第2期知床半島エゾシカ保護管理計画」「知床半島ヒグマ保護管理方針」「長期モニタリング計画」）を世界遺産センターへ提出。同年6月から7月にかけて開催された『第36回世界遺産委員会』では進行中の資産の保全に関する問題に対して引き続き努力を継続するよう勧めるとともに、トドの年間捕獲割り当て数及び捕獲数の情報のアップデート及び資産内の個体数の動向の報告、サケ科魚類の移動と産卵の状況のモニタリングを継続し、サケ科魚類の移動と産卵を確保するために、ルシャ川において必要に応じて、他の適切な手段を含む河川工作物のさらなる改良を行うことを検討するよう要請。さらに、資産内のサケ科魚類の移動と産卵の改善及び漁業者とトドの摩擦対応における進捗状況を含めた資産の保全状況報告を世界遺産センターに 2015年（平成27年）2月1日まで提出することを求めた。

## 知床世界自然遺産と北方四島
2005年（平成17年）に世界遺産登録に関して国際自然保護連合（IUCN）がまとめた評価書において「知床と近隣の諸島（北方四島）には環境や生態系に類似性が認められる」こと、「関係国が遺産の保護推進に合意できれば『世界遺産平和公園』（World Heritage Peace Park）として発展させる」という可能性について言及している。

## 拠点施設
斜里町
- 知床世界遺産センター
- 知床森林生態系保全センター（北海道森林管理局）
- 知床ボランティア活動施設
- 知床自然センター

羅臼町
- 知床世界自然遺産・知床国立公園羅臼ビジターセンター
- 知床世界遺産ルサフィールドハウス

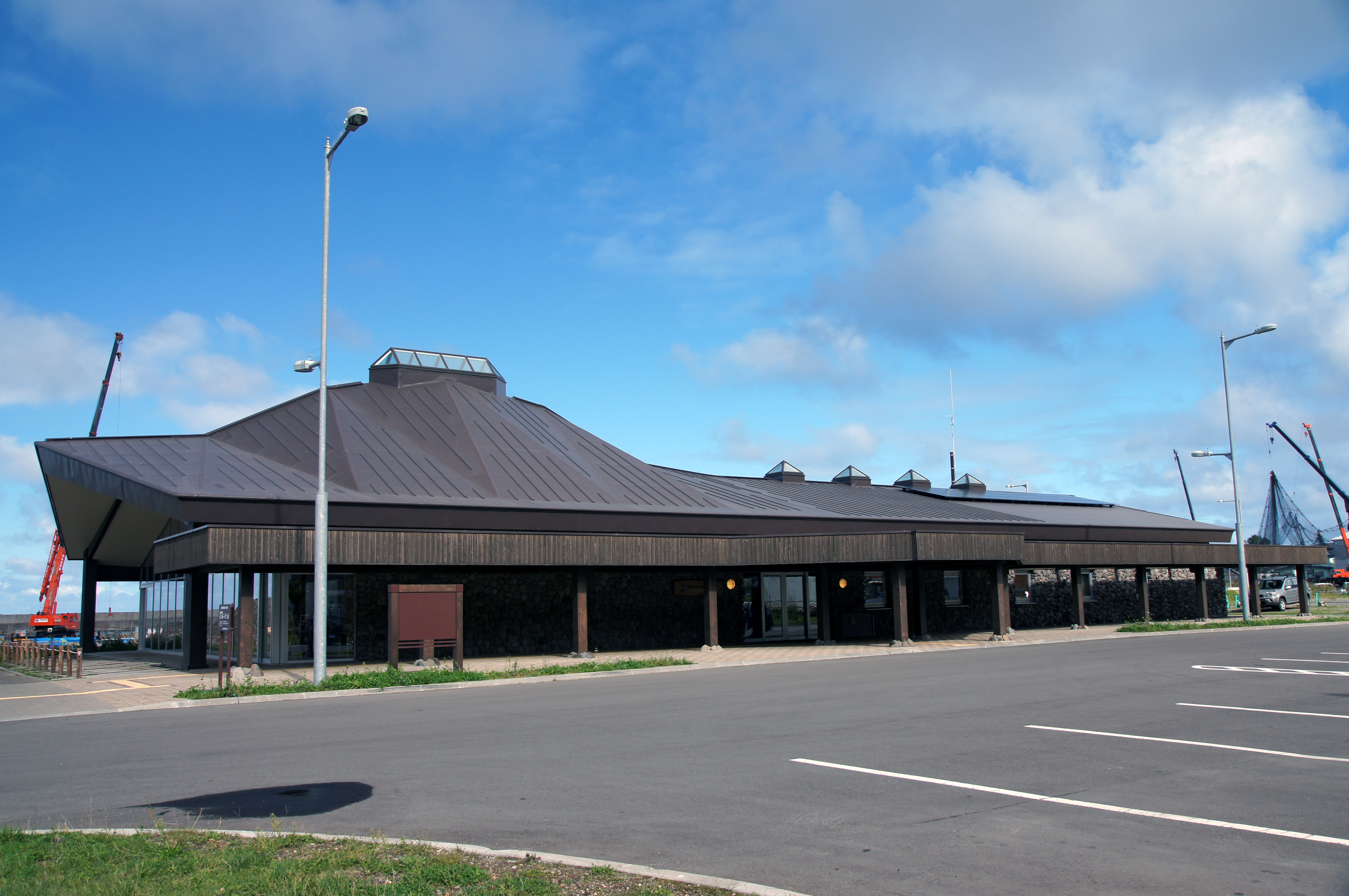
知床世界遺産センター（2011年9月）
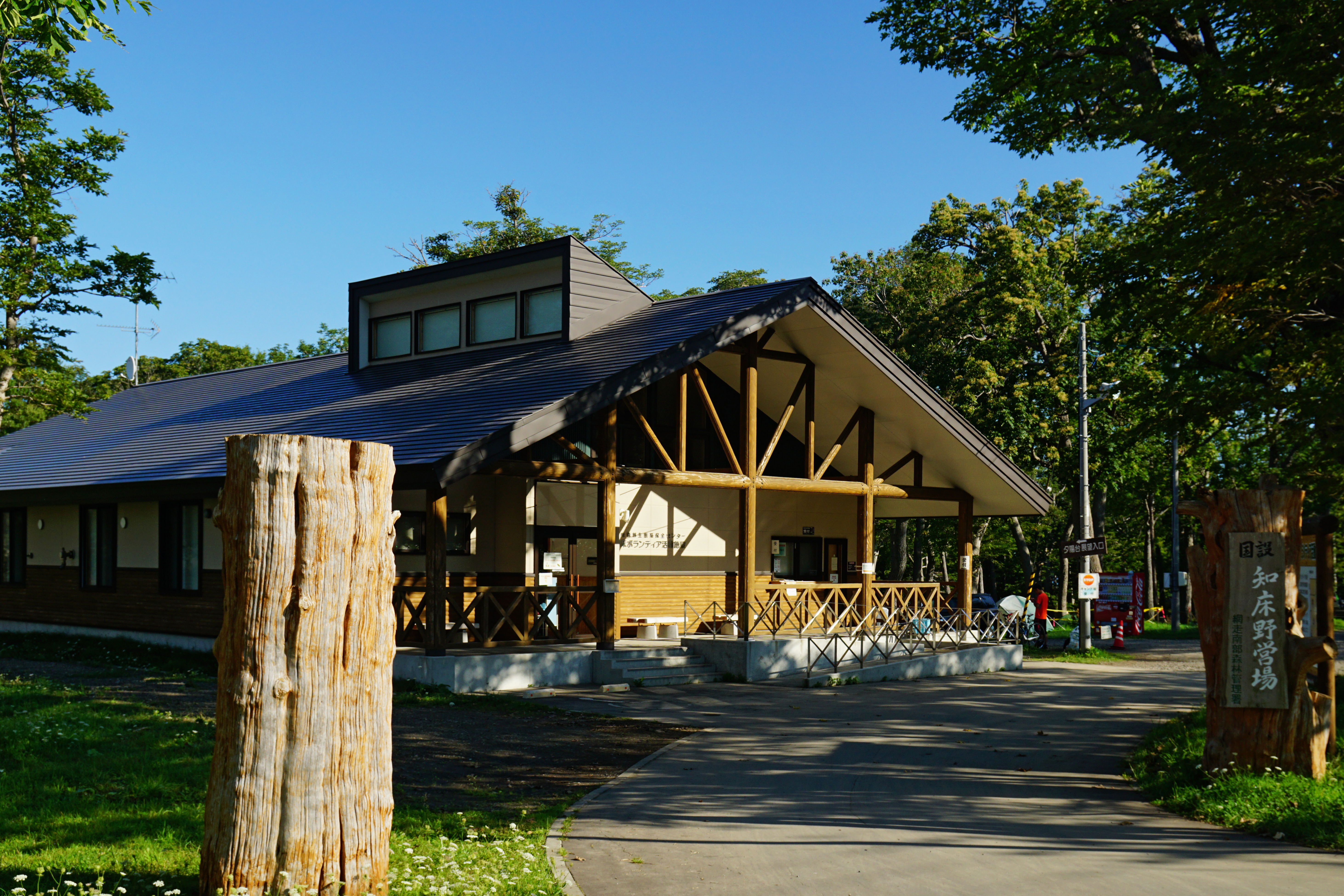
国設知床野営場内にある知床ボランティア活動施設（2014年8月）
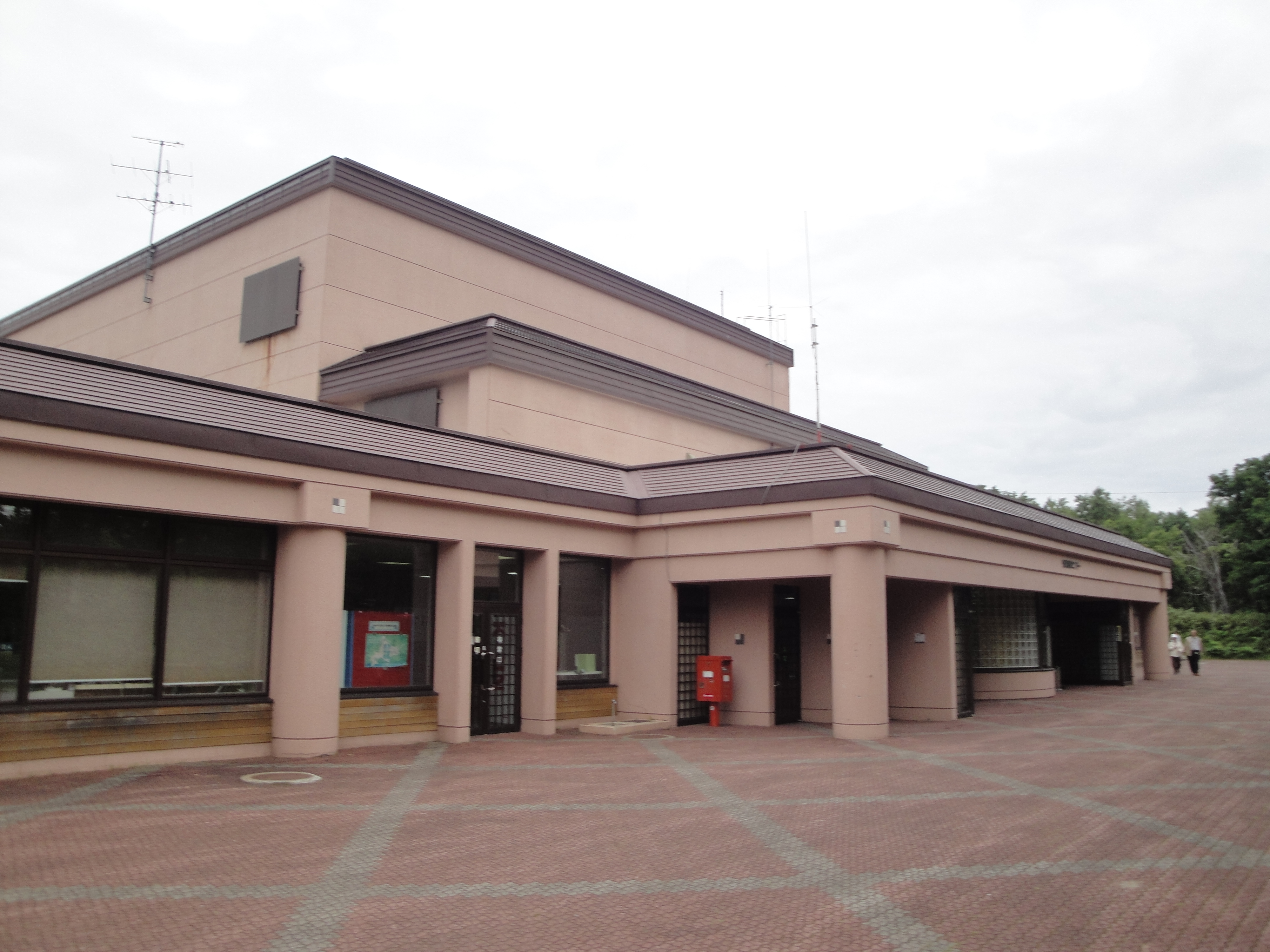
知床自然センター（2011年7月）
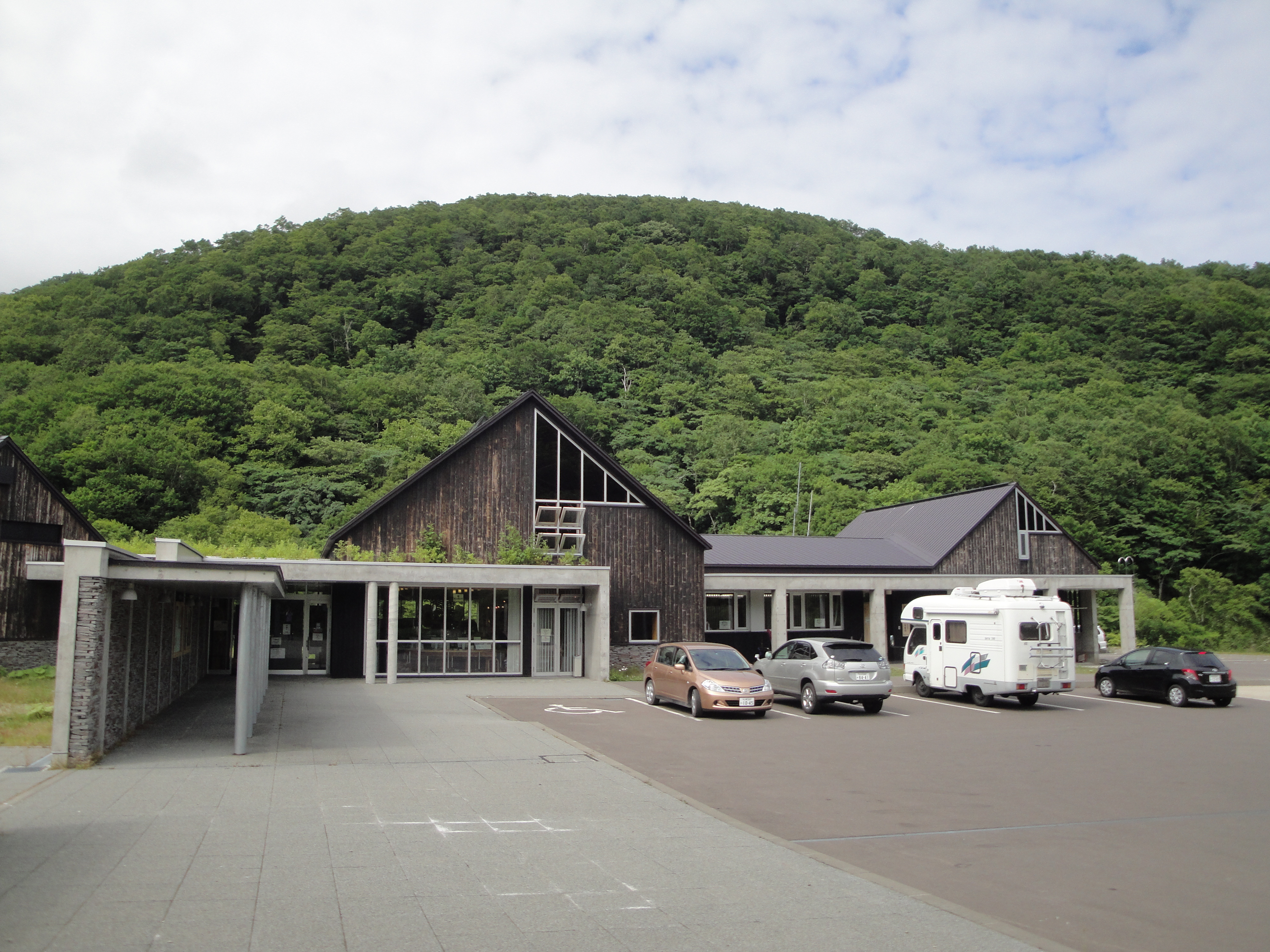
知床世界自然遺産・知床国立公園羅臼ビジターセンター（2011年7月）
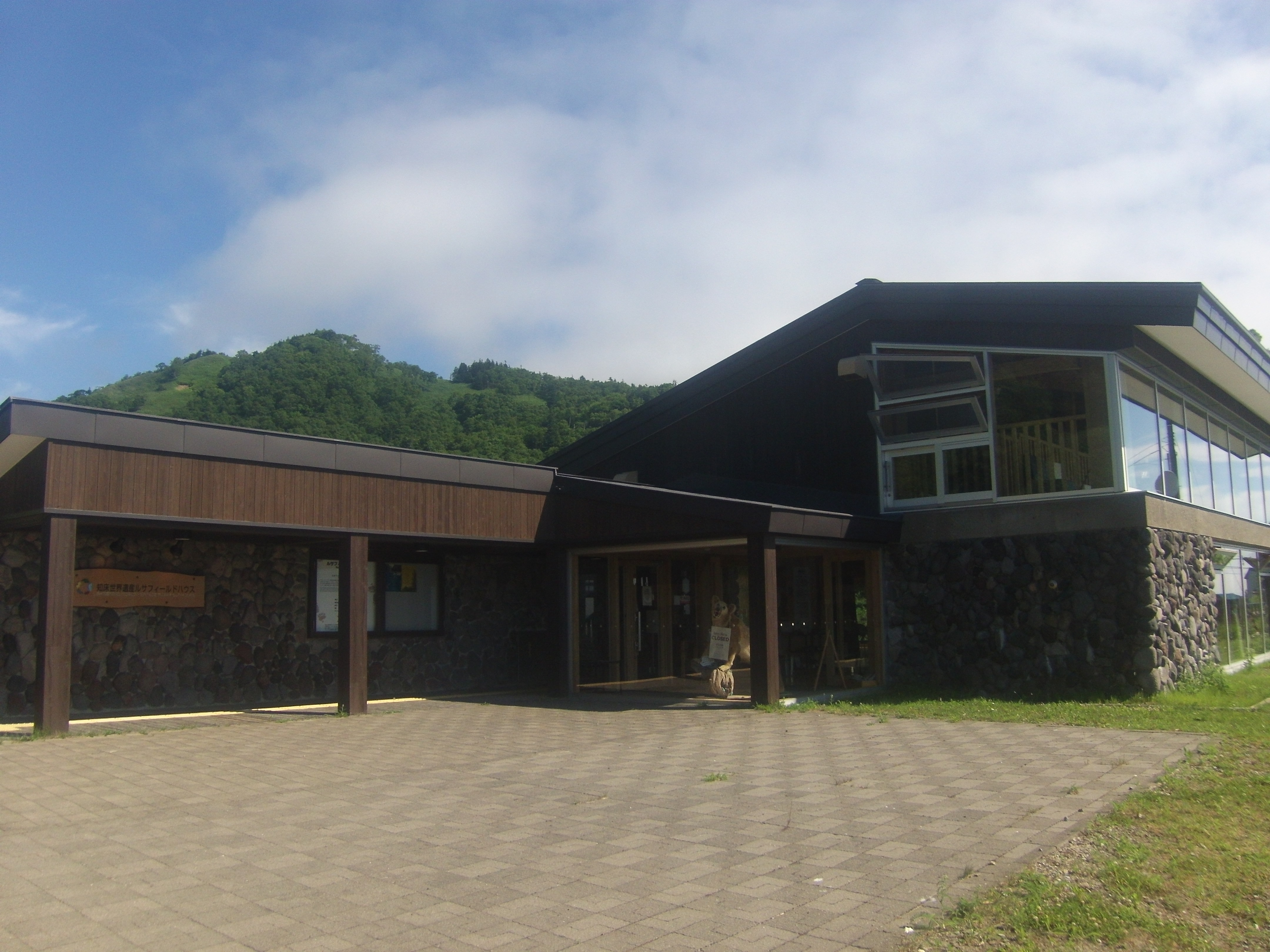
知床世界遺産ルサフィールドハウス（2021年7月31日）

## アクセス
ウトロ—羅臼間は国道334号の知床峠（知床横断道路）経由により車で約30分、バスで約50分であるが、冬期は通行止めとなるため国道244号の根北峠経由により約2時間20分のアクセスとなる。

### 斜里（ウトロ）へのアクセス
「知床までのアクセス」参照
車
- 女満別空港から約2時間15分（98 km）
- たんちょう釧路空港（釧路空港）から約3時間30分（180 km）
- 帯広駅から約6時間（260 km）
- 旭川駅から約6時間30分（280 km）
- 札幌駅から約8時間（400 km）

バス
- 斜里バス[34]
  - 知床線：知床斜里駅から約60分
  - 女満別空港線（知床エアポートライナー 網走駅経由）：女満別空港から約2時間、網走駅から約1時間半（網走バスとの共同運行）
  - 札幌知床線（イーグルライナー）：札幌駅から約7時間（北海道中央バスとの共同運行。予約制）

### 羅臼へのアクセス
「アクセス」参照
車
- 中標津空港から約1時間10分
- 知床斜里駅から根北峠経由で約1時間40分
- 網走駅から根北峠経由で約2時間
- 女満別空港から根北峠経由で約2時間40分
- たんちょう釧路空港・釧路駅から約3時間10分

バス
- 阿寒バス
  - 釧路羅臼線：釧路から約3時間30分

## 参考資料
- “知床半島エゾシカ保護管理計画” (PDF) (2006年). 2015年10月30日閲覧。
- “知床世界自然遺産地域多利用型統合的海域管理計画” (PDF) (2007年). 2015年10月30日閲覧。
- “知床世界遺産地域保全状況報告書” (PDF).  日本 (2008年). 2015年10月30日閲覧。
- “知床世界自然遺産地域の保全状況に関する調査報告書（仮訳）” (PDF).   ユネスコ（国際連合教育科学文化機関）・世界遺産センター (2008年). 2015年10月30日閲覧。
- “第32回世界遺産委員会作業文書” (PDF) (2008年). 2015年10月30日閲覧。
- “知床世界自然遺産地域管理計画” (PDF).  環境省・林野庁・文化庁・北海道 (2009年). 2015年10月30日閲覧。
- “第2期 知床半島エゾシカ保護管理計画” (PDF).   釧路自然環境事務所・北海道森林管理局・北海道 (2012年). 2015年10月30日閲覧。
- “知床半島ヒグマ保護管理方針” (PDF).   釧路自然環境事務所・北海道森林管理局・北海道・斜里町・羅臼町 (2012年). 2015年10月30日閲覧。
- “知床世界自然遺産地域長期モニタリング計画” (PDF). 知床データセンター (2012年). 2015年10月30日閲覧。
- “知床世界自然遺産地域内で改良した河川工作物の評価” (PDF).   河川工作物ワーキングチーム (2013年). 2015年10月30日閲覧。
- “第2期 知床世界自然遺産地域多利用型統合的海域管理計画” (PDF).   環境省・北海道 (2013年). 2015年10月30日閲覧。